# Acanthodelta regularidia
Acanthodelta regularidia là một loài bướm đêm trong họ Noctuidae.